# NGC 3438
NGC 3438 is een spiraalvormig sterrenstelsel in het sterrenbeeld Leeuw. Het hemelobject werd op 25 maart 1865 ontdekt door de Duitse astronoom Albert Marth.

## Synoniemen
- UGC 5988
- MCG 2-28-25
- ZWG 66.52
- PGC 32638